# Magyarkeszi
Magyarkeszi is een plaats (község) en gemeente in het Hongaarse comitaat Tolna. Magyarkeszi telt 1371 inwoners (2001).